# Gol Tappeh (ort i Östazarbaijan)
Gol Tappeh (persiska: گل تپه, Goltappeh-ye Ḩasanābād) är en ort i Iran.   Den ligger i provinsen Östazarbaijan, i den nordvästra delen av landet, 400 km nordväst om huvudstaden Teheran. Gol Tappeh ligger 1 624 meter över havet och antalet invånare är 275.
Terrängen runt Gol Tappeh är kuperad. Runt Gol Tappeh är det ganska glesbefolkat, med 40 invånare per kvadratkilometer. Närmaste större samhälle är Āq Kand, 9,2 km sydost om Gol Tappeh. Trakten runt Gol Tappeh består i huvudsak av gräsmarker.